# 로라 샌 자코모
로라 샌 자코모(Laura San Giacomo, 1962년 11월 14일 ~ )는 미국의 배우이다.

## 참여 작품

### 영화
- 섹스 거짓말 그리고 비디오테이프
- 귀여운 여인 (1990년 영화)
- 인턴 X
- 해결사 스튜어트
- 허니 보이 - 모레노 박사

### 텔레비전
- 맨하탄의 사나이
- 마이애미의 두 형사
- 가고일즈
- 저스트 슛 미
- 스파이 독
- 베로니카 마스
- 세이빙 그레이스
- 인 플레인 사이트
- 디펜더스: 유쾌한 변호사들
- 고스트 & 크라임
- 핫 인 클리블랜드
- 멘탈리스트 (드라마)
- NCIS (드라마)
- 그레이 아나토미